# Симерпалу (волость)
Симерпалу (ест. Sõmerpalu vald) — волость в Естонії, у складі повіту Вирумаа. 

## Положення
Площа волості — 181,6 км², чисельність населення на 1 січня 2012 року становила 1822 особи. 
Адміністративний центр волості — селище Симерпалу. До складу волості входять ще 34 села: Alakülä, Alapõdra, Haava, Haidaku, Haamaste, Hargi, Heeska, Horma, Hutita, Hänike, Järvere, Kahro, Keema, Kurenurme, Kärgula, Lakovitsa, Leiso, Liiva, Lilli-Anne, Linnamäe, Majala, Mustassaare, Mustja, Mäekülä, Osula, Pritsi, Pulli, Punakülä, Rauskapalu, Rummi, Sulbi, Sõmerpalu, Udsali тa Varese.

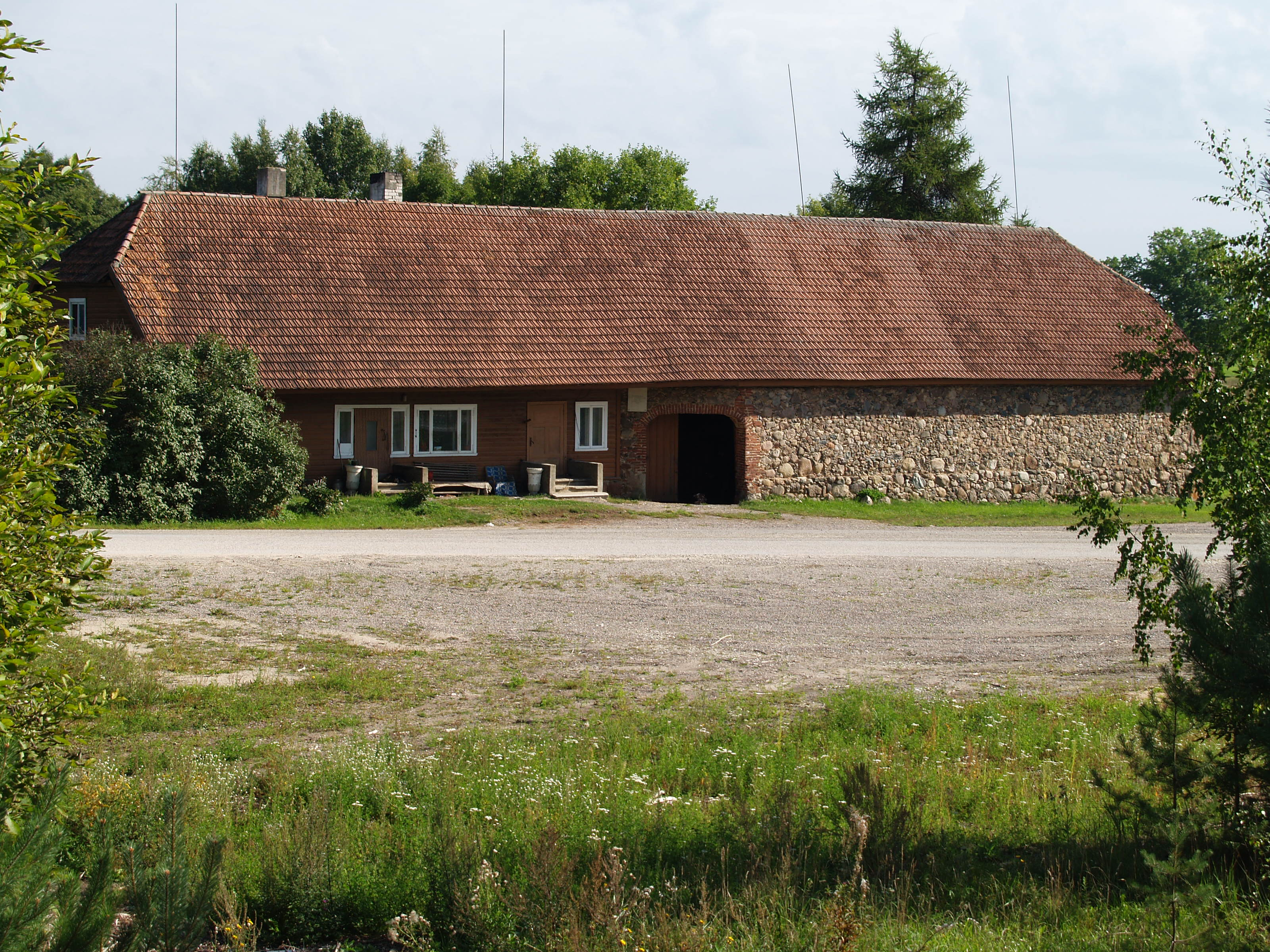
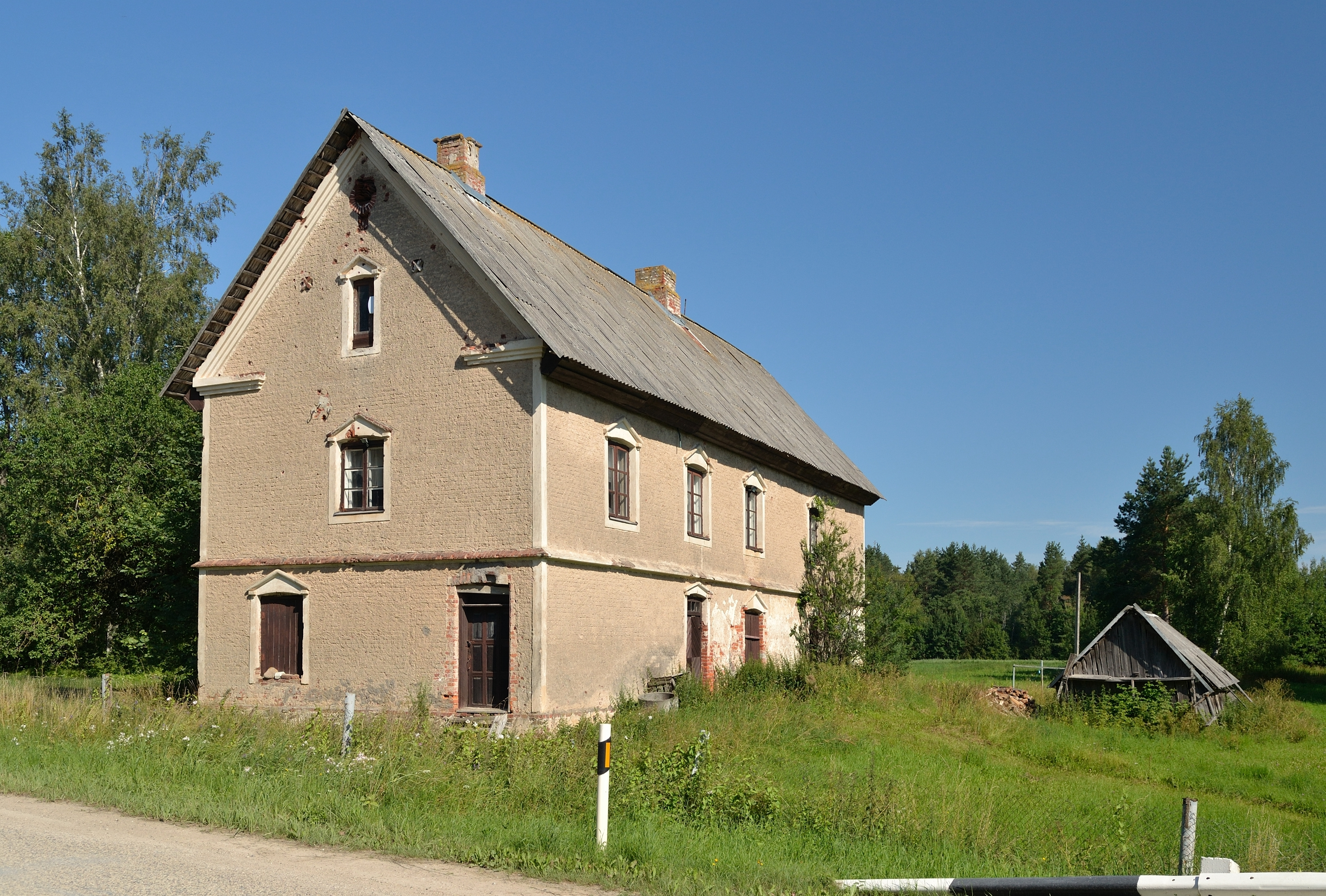
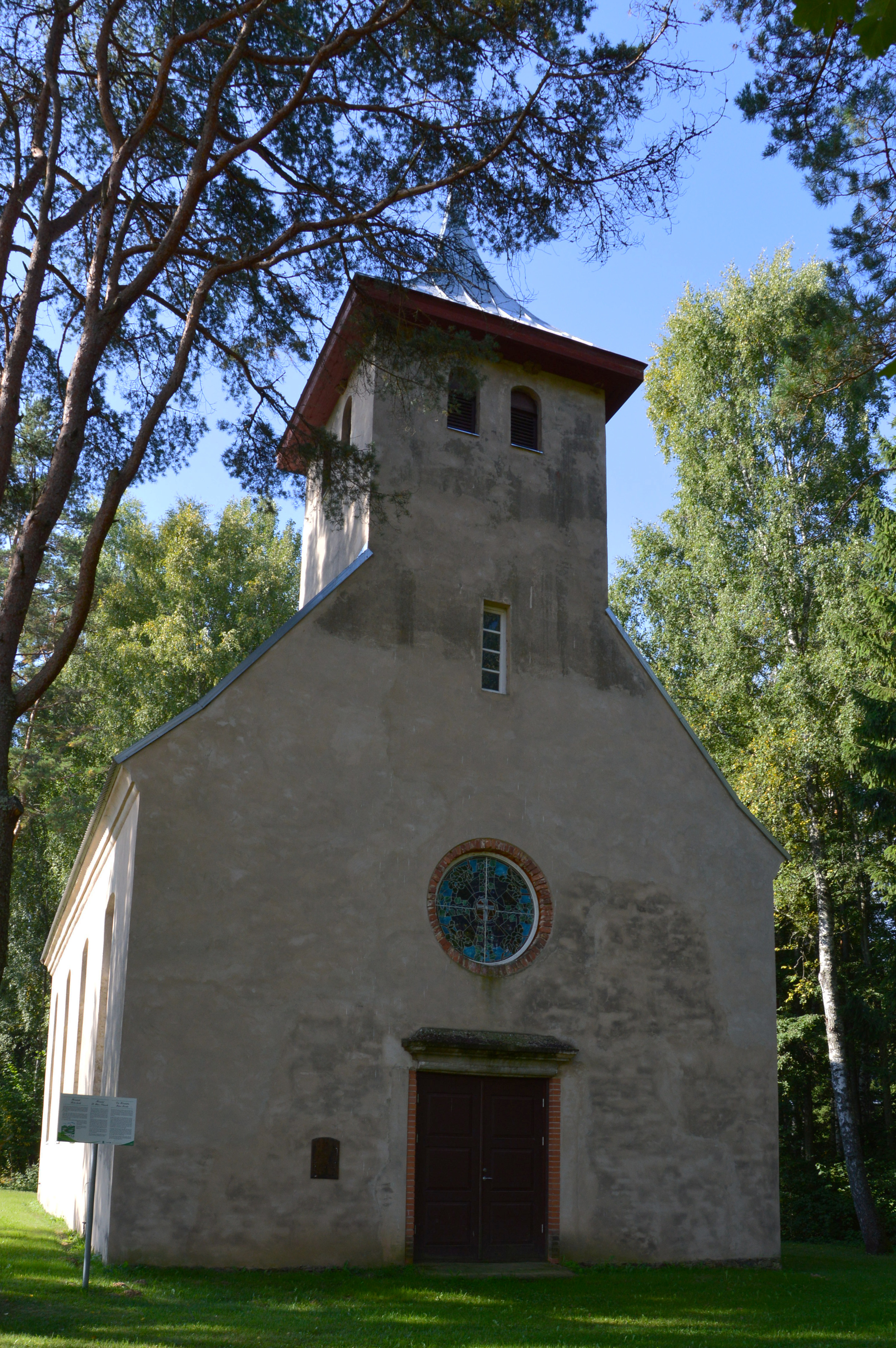
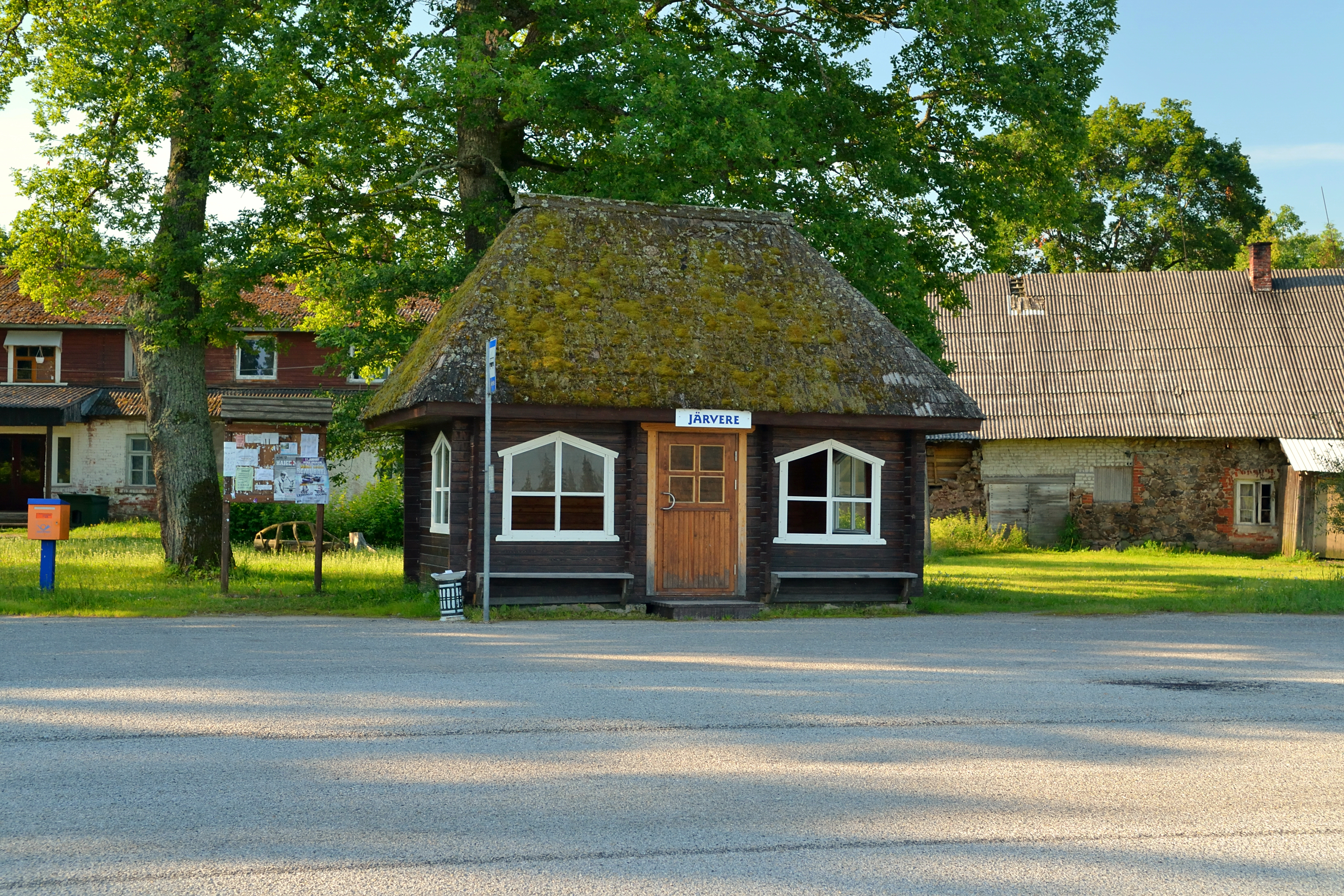